# Gabriela Parra Olea
Gabriela Parra Olea (Ciudad de México, 1967) es una herpetóloga mexicana e investigadora del departamento de Zoología, en el Instituto de Biología (UNAM). También forma parte del Sistema Nacional de Investigadores. Colaboró con la descripción de 28 especias nuevas de salamandras.

## Trayectoria
Obtuvo el grado de licenciatura en hidrobiología en 1989 por la Universidad Autónoma Metropolitana y doctorado en Ciencias en 1999 por la Universidad de California en Berkeley, EE. UU.
Actualmente forma parte del Instituto de Biología de la Universidad Nacional Autónoma de México como Investigadora Asociada y es voluntaria en el grupo de especialistas en anfibios (ASG: Amphibian Specialist Group, en inglés).

## Líneas de investigación
Las áreas de especialidad de Parra son los anfibios, con especial énfasis en las salamandras. Hasta el momento ha descrito 14 especies nuevas.

## Publicaciones
Entre sus publicaciones más destacadas se encuentran:
- Parra Olea G, Garcia-Castillo MG, Rovito SM, Maisano JA, Hanken J, Wake DB. 2020. Descriptions of five new species of the salamander genus Chiropterotriton (Caudata: Plethodontidae) from eastern Mexico and the status of three currently recognized taxa. PeerJ 8:e8800 https://doi.org/10.7717/peerj.8800
- Basanta, M. D., Byrne, A. Q., Rosenblum, E. B., Piovia‐Scott, J., & Parra‐Olea, G. (2020). Early presence of Batrachochytrium dendrobatidis in Mexico with a contemporary dominance of the global panzootic lineage. Molecular Ecology.
- Scheele, B. C., Pasmans, F., Skerratt, L. F., Berger, L., Martel, A., Beukema, W., ... & De la Riva, I. (2020). Response to Comment on “Amphibian fungal panzootic causes catastrophic and ongoing loss of biodiversity”. Science, 367(6484).
- Mendoza-Henao, A. M., Arias, E., Townsend, J. H., & Parra-Olea, G. (2020). Phylogeny-based species delimitation and integrative taxonomic revision of the Hyalinobatrachium fleischmanni species complex, with resurrection of H. viridissimum (Taylor, 1942). Systematics and Biodiversity, 18(5), 464-484.

## Premios y reconocimientos
En 2010 recibió el Premio Nacional en el área de Ciencias naturales.